# Alesio Mija
Alesio Mija (20 giugno 2001) è un calciatore albanese, difensore dello Sheriff Tiraspol.

## Carriera

### Club
Il 1° luglio 2024 viene acquistato a titolo definitivo per 60.000 euro dalla squadra moldava dello Sheriff Tiraspol.

## Statistiche

### Presenze e reti nei club
Statistiche aggiornate al 3 agosto 2025.
| Stagione                | Squadra                 | Campionato              | Campionato | Campionato | Coppe nazionali | Coppe nazionali | Coppe nazionali | Coppe continentali | Coppe continentali | Coppe continentali | Altre coppe | Altre coppe | Altre coppe | Totale | Totale |
| Stagione                | Squadra                 | Comp                    | Pres       | Reti       | Comp            | Pres            | Reti            | Comp               | Pres               | Reti               | Comp        | Pres        | Reti        | Pres   | Reti   |
| ----------------------- | ----------------------- | ----------------------- | ---------- | ---------- | --------------- | --------------- | --------------- | ------------------ | ------------------ | ------------------ | ----------- | ----------- | ----------- | ------ | ------ |
| 2020-2021               | Dinamo City             | KP                      | 2          | 0          | CA              | 2               | 0               | -                  | -                  | -                  | -           | -           | -           | 4      | 0      |
| 2021-2022               | Dinamo City             | KS                      | 11         | 0          | CA              | 0               | 0               | -                  | -                  | -                  | -           | -           | -           | 11     | 0      |
| 2022-2023               | Dinamo City             | KP                      | 20         | 0          | CA              | 1               | 0               | -                  | -                  | -                  | -           | -           | -           | 21     | 0      |
| 2023-2024               | Dinamo City             | KS                      | 21         | 0          | CA              | 0               | 0               | -                  | -                  | -                  | -           | -           | -           | 21     | 0      |
| Totale Dinamo Tirana    | Totale Dinamo Tirana    | Totale Dinamo Tirana    | 54         | 0          |                 | 3               | 0               |                    | -                  | -                  |             | -           | -           | 57     | 0      |
| 2024-2025               | Sheriff Tiraspol        | SL                      | 14         | 3          | CM              | 1               | 1               | UEL+UECL           | 4+1                | 0                  | -           | -           | -           | 20     | 4      |
| 2025-2026               | Sheriff Tiraspol        | SL                      | 5          | 0          | CM              | 0               | 0               | UEL                | 4                  | 0                  | -           | -           | -           | 9      | 0      |
| Totale Sheriff Tiraspol | Totale Sheriff Tiraspol | Totale Sheriff Tiraspol | 19         | 3          |                 | 1               | 1               |                    | 9                  | 0                  |             | -           | -           | 29     | 4      |
| Totale carriera         | Totale carriera         | Totale carriera         | 73         | 3          |                 | 4               | 1               |                    | 9                  | 0                  |             | -           | -           | 86     | 4      |